# Ngân hàng Thương mại cổ phần Lộc Phát Việt Nam
Ngân hàng Thương mại Cổ phần Lộc Phát Việt Nam (tên giao dịch quốc tế: LPBank), là một ngân hàng thương mại cổ phần của Việt Nam.
LPBank được Ngân hàng Nhà nước Việt Nam cấp phép hoạt động vào ngày 28 tháng 3 năm 2008 với tên gọi ban đầu là Ngân hàng Liên Việt (LienVietBank) và chính thức ra mắt ngày 1 tháng 5 năm 2008 với vốn điều lệ 3.300 tỷ đồng. Năm 2011, với sự góp vốn của Tổng Công ty Bưu điện Việt Nam, ngân hàng được đổi tên thành Ngân hàng Thương mại Cổ phần Bưu điện Liên Việt (LienVietPostBank). Năm 2023 đánh dấu năm hoạt động thứ 15 và ngân hàng đã được đổi nhận diện thương hiệu rút gọn theo hướng đơn giản, dễ nhớ, dễ đọc thành LPBank. Tháng 7 năm 2024, LPBank đổi tên thành Ngân hàng Thương mại Cổ phần Lộc Phát Việt Nam. Hiện nay, với vốn điều lệ là 29.873 tỷ đồng và mạng lưới phủ khắp toàn quốc, LPBank nằm trong số những ngân hàng thương mại cổ phần lớn nhất tại Việt Nam. Tính đến hết ngày 21/01/2025, LPBank có tổng tài sản là hơn 508.330 tỷ đồng. Cổ phiếu của LPBank có mã giao dịch là LPB.

## Lịch sử
Ngân hàng Thương mại Cổ phần Lộc Phát Việt Nam, tiền thân là Ngân hàng Liên Việt được Ngân hàng Nhà nước Việt Nam chấp thuận nguyên tắc cấp giấy phép thành lập và hoạt động theo công văn số 12803/NHNN-CNH ngày 3 tháng 11 năm 2007.
Cổ đông sáng lập của LPBank là Công ty Cổ phần Him Lam, Tổng Công ty Thương mại Sài Gòn (SATRA) và Công ty dịch vụ Hàng không sân bay Tân Sơn Nhất (SASCO).
Với việc Tập đoàn Bưu chính Viễn thông Việt Nam (VNPT) thông qua Tổng Công ty Bưu chính Việt Nam (VNPost), nay là Tổng Công ty Bưu điện Việt Nam, góp vốn vào Ngân hàng Liên Việt bằng giá trị Công ty Dịch vụ Tiết kiệm Bưu điện (VPSC) và bằng tiền mặt, tháng 7 năm 2011, Ngân hàng Liên Việt đã được Thủ tướng Chính phủ và Thống đốc Ngân hàng Nhà nước Việt Nam cho phép đổi tên thành Ngân hàng Thương mại Cổ phần Bưu Điện Liên Việt (tên giao dịch quốc tế: LienVietPostBank). Cùng với việc đổi tên này, Tổng Công ty Bưu điện Việt Nam đã trở thành cổ đông lớn nhất của LienVietPostBank.
Ngày 26 tháng 5 năm 2023, ngân hàng thay đổi tên viết tắt từ LienVietPostBank thành LPBank sau khi được Ngân hàng Nhà nước Việt Nam chấp thuận
Ngày 15/7/2024, Ngân hàng Nhà nước Việt Nam ban hành Quyết định số 423/QĐ-TTGSNH2 về việc sửa đổi nội dung Tên Ngân hàng tại Giấy phép thành lập và hoạt động của Ngân hàng TMCP Bưu điện Liên Việt. Theo đó, Ngân hàng TMCP Bưu điện Liên Việt (LPBank) chính thức đổi tên thương mại là Ngân hàng Thương mại cổ phần Lộc Phát Việt Nam, tên tiếng Anh là Fortune Vietnam Joint Stock Commercial Bank, tên viết tắt bằng tiếng Anh là LPBank và mã chứng khoán niêm yết là LPB vẫn giữ nguyên. LPBank khẳng định việc thay đổi tên gọi sẽ không ảnh hưởng đến hoạt động kinh doanh của Ngân hàng cũng như quyền lợi của khách hàng, đối tác và cổ đông.
Cột mốc lịch sử LPBank từ năm 2008 đến năm 2024:
- Ngày 28/03/2008: Ngân hàng TMCP Liên Việt - LienVietBank ra đời với số vốn điều lệ ban đầu 3.300 tỷ đồng.
- Ngày 22/07/2011: Ngân hàng đổi tên thành Ngân hàng TMCP Bưu điện Liên Việt – LienVietPostBank sau khi Tổng Công ty Bưu chính Việt Nam góp vốn và trở thành cổ đông lớn nhất.
- Tháng 04/2017: Hợp nhất thành công hai hệ thống cũ là Core Flexcube 7.2 và Core Tiết kiệm bưu điện lên hệ thống Core Banking Flexcube 12.1 mới nhất của Oracle. Việc nâng cấp này giúp ngân hàng cung cấp đầy đủ các dịch vụ trên cả kênh ngân hàng và phòng giao dịch bưu điện một cách nhanh chóng và đồng nhất.
- Ngày 05/10/2017: Cổ phiếu của LienVietPostBank với mã LPB chính thức được giao dịch trên thị trường UPCoM.
- Ngày 15/10/2020: Ra mắt Ngân hàng số LienViet24H. Sản phẩm được phát triển trên cơ sở hợp nhất các nền tảng online bao gồm: Thẻ phi vật lý Ví Việt, Ngân hàng số (Internet Banking & Mobile Banking) và các dịch vụ Thẻ.
- Ngày 09/11/2020: Cổ phiếu LPB chính thức niêm yết đại chúng trên Sàn giao dịch chứng khoán Hồ Chí Minh (HOSE).
- Ngày 22/12/2022: Hoàn thành triển khai các chuẩn mực quản trị rủi ro Basel III và IFRS 9
- Ngày 12/05/2023: Ngân hàng Nhà nước chính thức cho phép Ngân hàng TMCP Bưu điện Liên Việt đổi tên viết tắt thành LPBank.
- Ngày 26/05/2023: LPBank chính thức công bố nhận diện thương hiệu mới.
- Ngày 15/7/2024:  Ngân hàng Nhà nước Việt Nam ban hành Quyết định số 423/QĐ-TTGSNH2 về việc sửa đổi nội dung Tên Ngân hàng tại Giấy phép thành lập và hoạt động của Ngân hàng TMCP Bưu điện Liên Việt. Theo đó, Ngân hàng TMCP Bưu điện Liên Việt (LPBank) chính thức đổi tên thương mại là Ngân hàng Thương mại cổ phần Lộc Phát Việt Nam, tên tiếng Anh là Fortune Vietnam Joint Stock Commercial Bank, tên viết tắt bằng tiếng Anh là LPBank và mã chứng khoán niêm yết là LPB vẫn giữ nguyên. LPBank khẳng định việc thay đổi tên gọi sẽ không ảnh hưởng đến hoạt động kinh doanh của Ngân hàng cũng như quyền lợi của khách hàng, đối tác và cổ đông.

## Ban Lãnh đạo

### Hội đồng quản trị
Hội đồng Quản trị của Ngân hàng Thương mại cổ phần Lộc Phát Việt Nam hiện có 7 thành viên, trong đó có 2 thành viên độc lập. Chủ tịch Hội đồng Quản trị là ông Nguyễn Đức Thụy.

### Ban điều hành
Ban Tổng Giám đốc gồm có Tổng Giám đốc là ông Vũ Quốc Khánh (được bổ nhiệm ngày 25/2/2025, trước đó là Quyền Tổng Giám đốc từ ngày 04 tháng 10 năm 2024) và các Thành viên Ban Điều hành khác.  

## Đối tác chính
- Tổng Công ty Bưu điện Việt Nam (VNPost).
- Ngân hàng thương mại cổ phần Quân đội (MB).
- Tập đoàn Công nghiệp - Viễn thông Quân đội (Viettel)
- Tổng Công ty Cổ phần Bảo hiểm Xuân Thành
- Tập đoàn Hưng Thịnh
- Tập đoàn Hoàng Anh Gia Lai

## Mạng lưới hoạt động của LPBank

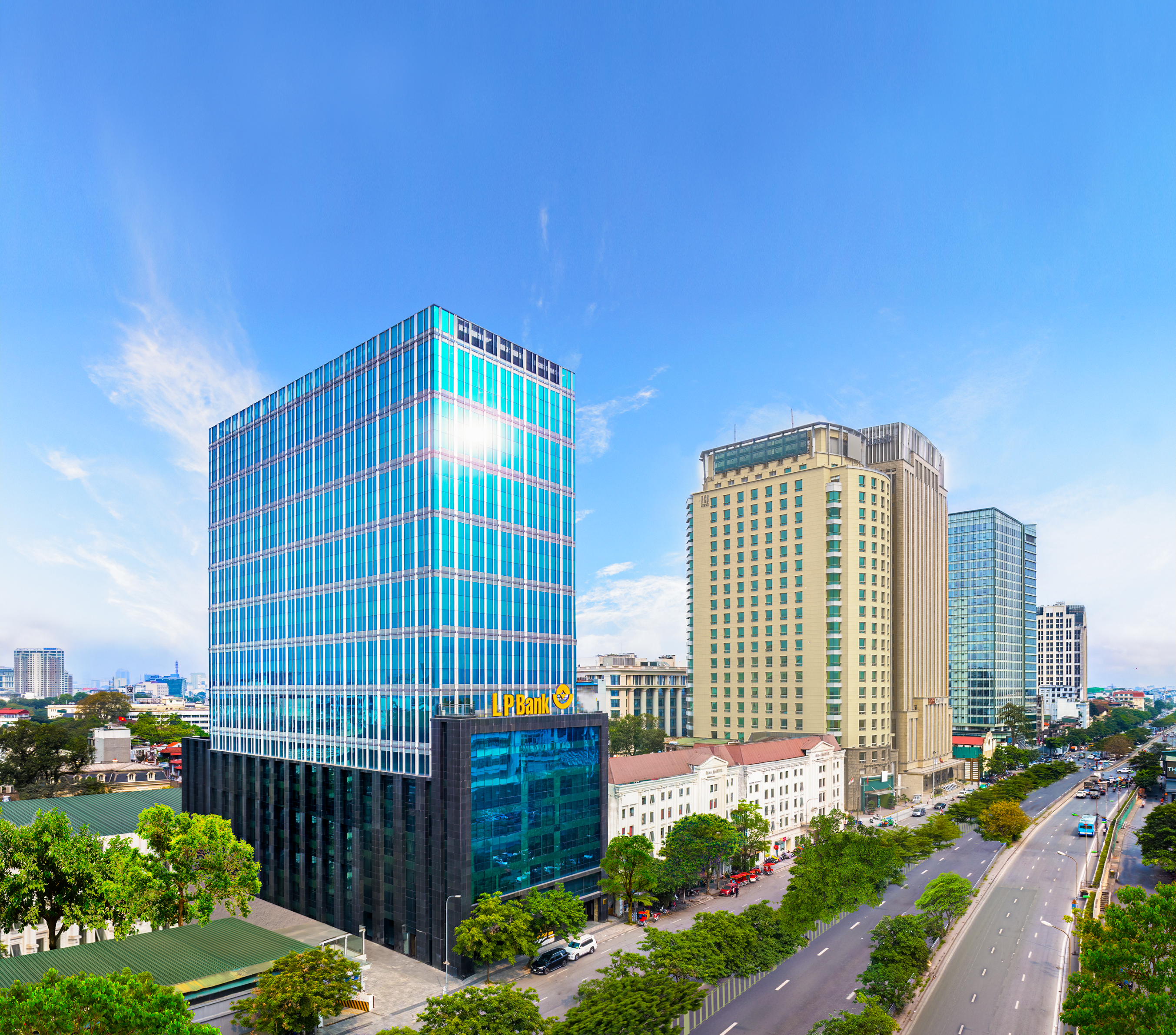
Tòa nhà LPBank tại LPB Tower

Hiện nay, mạng lưới hoạt động của Ngân hàng Thương mại cổ phần Lộc Phát Việt Nam bao gồm 1 Hội sở chính, 3 Văn phòng Đại diện, 85 Chi nhánh, 481 Phòng Giao dịch ngân hàng và 512 Phòng Giao dịch Bưu điện.

## Hoạt động xã hội
LPBank luôn xem trách nhiệm xã hội của doanh nghiệp (CSR) là một phần không thể thiếu trong chiến lược phát triển, với phương châm nhất quán "Gắn xã hội trong kinh doanh". Trong năm 2024, LPBank đã dành hơn 400 tỷ đồng cho các hoạt động xã hội và cộng đồng . Kể từ khi thành lập, LPBank và các cổ đông sáng lập đã tích cực đóng góp hàng nghìn tỷ đồng cho các hoạt động này.  
Các hoạt động CSR của LPBank tập trung vào 5 trụ cột chính: Giáo dục – đào tạo nguồn nhân lực, Y tế, Văn hóa – Thể thao, An sinh xã hội, và Hỗ trợ các địa phương nghèo phát triển. Trong đó, lĩnh vực giáo dục và đào tạo luôn được ưu tiên hàng đầu, chiếm trên 50% tổng ngân sách dành cho các hoạt động xã hội.
- Hỗ trợ giáo dục: LPBank được biết đến là một trong những ngân hàng hỗ trợ xây dựng nhiều trường học nhất tại Việt Nam. Tính đến năm 2023, ngân hàng đã tài trợ xây dựng khoảng 140 trường học và cơ sở giáo dục các cấp. Một số nguồn khác cập nhật đến thời điểm sau đó cho biết LPBank và các cổ đông đã tài trợ toàn phần hoặc một phần để xây dựng hơn 280 trường học, nhà chức năng, thư viện và nhiều công trình khác phục vụ mục đích giáo dục và đào tạo trên toàn quốc. Trong năm 2024, LPBank dành hơn 100 tỷ đồng cho phát triển giáo dục, tài trợ quỹ học bổng và các chương trình "Tiếp bước cho em đến trường". Ngân hàng cũng đã tham gia sáng lập và tài trợ cho nhiều quỹ khuyến học, khuyến tài cấp tỉnh/thành phố, với khoảng 12 đến 14 quỹ đã được thành lập và hỗ trợ.
- Tài trợ thể thao: LPBank là nhà tài trợ chính cho nhiều câu lạc bộ và giải đấu thể thao lớn, bao gồm Giải Bóng đá Vô địch Quốc gia (LPBank V.League 1) giai đoạn 2024-2027,  Câu lạc bộ bóng chuyền nam Ninh Bình, Câu lạc bộ bóng chuyền nữ Ninh Bình, Học viện bóng đá LPBank - Hoàng Anh Gia Lai, Câu lạc bộ bóng đá LPBank - Hoàng Anh Gia Lai, và Câu lạc bộ Bóng đá Phù Đổng - Ninh Bình [8]. Ngân hàng cũng là đơn vị đồng tổ chức Giải Marathon Quốc tế VTV LPBank [9]  và là nhà tài trợ cho giải bóng đá giao hữu quốc tế LPBank Cup 2024 [10]. Trước đây, Câu lạc bộ bóng chuyền nữ Bộ Tư lệnh Thông tin cũng từng mang tên Thông tin LienVietPostBank trong giai đoạn 2011-2020.
- An sinh xã hội và Hỗ trợ cộng đồng: Năm 2024, LPBank đã trao tặng 100 tỷ đồng cho chương trình xóa nhà tạm, nhà dột nát trên phạm vi cả nước. Trước những thiệt hại do cơn bão số 3 (Yagi), LPBank đã trao tặng 2 tỷ đồng hỗ trợ đồng bào các tỉnh bị thiệt hại, đồng thời CBNV ngân hàng quyên góp hơn 6 tỷ đồng. Ngân hàng cũng triển khai các gói tín dụng ưu đãi hỗ trợ khách hàng bị ảnh hưởng. [11]
- Phát triển bền vững (ESG): Khẳng định cam kết với sự phát triển bền vững, LPBank đã chính thức phát hành Báo cáo Phát triển Bền vững (ESG) năm 2023 vào ngày 28 tháng 6 năm 2024.  [12]

## Giải thưởng
Giải thường quốc tế
- Doanh nghiệp xuất sắc Châu Á (Corporate Excellence Award) các năm 2023 và 2024, do Asia Pacific Enterprise Awards (APEA) trao tặng [13].
- Nơi làm việc tốt nhất châu Á năm 2024 – HR Asia Award 2024 [14].
- Triển khai Công nghệ Tự động hóa tốt nhất Việt Nam năm 2024 (Best Automation Technology Implementation in Vietnam), trao bởi The Asian Banker [15].
- Ngân hàng “Triển khai Core Banking nhanh nhất Châu Á” năm 2024 (Fastest Core Banking Implementation in Asia), do Temenos vinh danh [16].

Giải thưởng trong nước
- TOP 50 Công ty kinh doanh hiệu quả nhất Việt Nam năm 2024, do Tạp chí Nhịp Cầu Đầu Tư bình chọn [17].
- Xếp thứ 40 trong Bảng xếp hạng Top 500 Doanh nghiệp lớn nhất Việt Nam năm 2024 [18]
- Xếp thứ 18 trong Bảng xếp hạng Top 500 Doanh nghiệp tư nhân lớn nhất Việt Nam năm 2024 [19]
- Top 50 Doanh nghiệp xuất sắc Việt Nam năm 2024, do Vietnam Report phối hợp cùng Báo Vietnamnet công bố.
- Top 10 Ngân hàng Thương mại Cổ phần Tư nhân uy tín năm 2024, do Vietnam Report và Báo Vietnamnet trao tặng [20].
- Top 100 thương hiệu giá trị nhất Việt Nam năm 2024, theo bảng xếp hạng của Brand Finance [21].
- Giải thưởng Sao Khuê năm 2024 cho các sản phẩm, giải pháp công nghệ thông tin xuất sắc [22].
- Được VIS Rating (tổ chức xếp hạng tín nhiệm liên kết với Moody's) xếp hạng tín nhiệm ở mức A+ với triển vọng "Ổn định" vào năm 2024 [23].
- Top 10 Ngân hàng sáng tạo và hiệu quả 2024, do Báo Đầu tư và Viet Research trao tặng [24].
- Top 50 Công ty đại chúng uy tín và hiệu quả 2024, do Vietnam Report và Vietnamnet trao tặng [25].
- Nhà tuyển dụng được yêu thích 2024, do CareerViet trao tặng [26].
- Top 50 Nhà tuyển dụng được yêu thích hất 2024, do Báo Đầu tư trao tặng [27].
- Top 50 Công ty Đại chúng uy tín và hiệu quả nhất năm 2025 do Vietnam Report vinh danh [28]
- Top 10 Doanh nghiệp ESG Việt Nam Xanh 2025 trong các ngành (ESG10) [29] và TOP 100 Doanh nghiệp ESG Việt Nam Xanh 2025 [30]